# Гастфер (род)
Гастфер — эстляндский дворянский род и фамилия.
Рыцарь Арнольд фон Гастфер упоминается в 1239 году. В 1686—1695 годах шведским генерал-губернатором Ливонии был Якоб Иоган Гастфер.
Род Гастфер внесен в матрикулы эстляндского дворянства и в VI часть дворянской родословной книги Владимирской губернии.

## Представители фамилии
- Гастфер, Карл Егорович (1768—1816) — генерал-майор с 27.01.1811
- Гастфер, Антон Егорович (1769—1824) — генерал-майор, Георгиевский кавалер (№ 3044; 26 ноября 1816).
- Гастфер, Егор Антонович (1804 — 23.06.1881) — генерал-майор с 08.04.1851
- Гастфер, Антон Антонович (1805—1873) — генерал-лейтенант, Георгиевский кавалер (№ 9637; 26 ноября 1855).
- Гастфер, Павел Егорович (1854—1918) — генерал-лейтенант.
- Гастфер, Михаил Павлович (1900—1989) — советский библиографовед, педагог, кандидат педагогических наук и профессор.

Также известен Гастфер, Фридрих (1719—1768) — шведский учёный, занимавшийся овцеводством.

## Описание герба
В золотом поле три коронованных головы быков (2+1).
Щит увенчан дворянских шлемов с черно-золотым бурелетом. Нашлемник — черная коронованная бычья голова между двух черных турьих рогов. Намет черный с золотом.